# Audräy Tuzolana
Audräy Tuzolana, né le 28 février 1984 à Versailles, est un joueur franco-congolais de handball. 

## Biographie
Son premier club a été le Plaisir HBC, dans les Yvelines, d'où sont issus deux autres joueurs professionnels, Ibrahima Diaw et Yann Lemaire. Il est le frère de Francis "Trésor" Tuzolana, également issu du même club de Plaisir HBC et qui a joué pour l'équipe nationale de handball de la République démocratique du Congo
Il signe son premier contrat professionnel pour la saison 2005-2006, avec l'US Ivry, club dans lequel il évolue pendant près de six ans avant de signer dans le club allemand du VfL Gummersbach. Audräy Tuzolana a ensuite joué au HBC Nantes de 2009 à 2011 puis signe en faveur du club danois de Bjerringbro-Silkeborg en mai 2011 pour retrouver la Ligue des champions. Après une saison mitigée à cause d'une blessure à la main, il rejoint le Tremblay-en-France Handball à l'orée de la saison 2012-2013..
En 2007, il est sélectionné en équipe de France pour participer à une tournée en Chine. Il ne sera par la suite plus sélectionné et décide alors de concourir pour la République démocratique Congo avec laquelle il participe notamment au championnat d'Afrique en 2012 et en 2014.
En 2021, il est retenu pour participer au Championnat du monde 2021 avec le RD Congo.

## Palmarès
compétitions internationales
- vainqueur de la Coupe de l'EHF en 2009

compétitions nationales
- vainqueur du championnat de France en 2007
- Finaliste de la Coupe de France en 2006